# 青年欧洲社会主义者
青年欧洲社会主义者（英語：Young European Socialists，缩写为YES），前称欧洲共同体社会主义青年组织，是欧洲各国的社会民主主义青年组织的联合体。该组织成立于1992年，总部位于比利时布鲁塞尔。该组织是欧洲社会党的青年翼、社会主义青年国际联盟的姐妹组织、欧洲青年论坛的正式成员和进步联盟的参加者。